# گارا روفا
دکتر ماهی یا گاررا روفا (نام علمی: Garra rufa) نام گونه ای ماهی است که گاه با نام ماهی ذره‌خوار نیز شناخته می‌شود. این ماهی در حوض‌چه‌های طبیعی برخی از سیستم‌های رودخانه‌ای ترکیه٬ ایران٬ سوریه و اردن و نیز چشمه‌های آب گرم زندگی و زاد و ولد می‌کند. امروزه از آن‌ها به عنوان اسپا درمانی استفاده می‌شود و آنها بر روی سطح پوست بیماران مبتلا به پسوریازیس جمع شده و از ذره‌های پوست تغذیه می‌کنند.
هرچند فیش‌اسپا یا استفاده از دکتر ماهی٬ در نشانه‌ها و علائم پسوریازیس کاهش ایجاد می‌کند اما دارای خاصیت درمانی نبوده و هیچ درمانی برای پسوریازیس در حال حاضر وجود ندارد. اما استفاده از ماهی به عنوان یک درمان آرامبخش یا همان اسپا امروزه برای عموم مردم گسترده‌تر شده که هنوز به طور گسترده‌ای در زمینه اثر بخشی و اعتبار آن جای بحث وجود دارد ولی اثرات مثبت یا منفی آن هنوز ثابت نشده است.

## فیش اسپا
در سال ۲۰۰۶ گاررا روفا وارد دنیای اقامتگاه‌های تفریحی اسپا در سیواس ترکیه، ژاپن و کرواسی شد که تا امروز در آن ماهی‌ها برای تمیز کردن پای مشتریان حمام آبگرم استفاده می‌شود. اکنون در بسیاری کشورهای آسیایی و اروپایی از فیش‌اسپا برای جلب مشتری استفاده می‌شود. در ایران نیز مرکزهای اقامتی فیش‌اسپا به ارائه خدمات می‌پردازند.

## وضعیت قانونی
این روش در بسیاری از ایالات آمریکا و نیز بسیاری از استان‌های کانادا باتوجه به مقررات تنظیم کننده و نظارت بر لوازم و خدمات آرایشی ممنوع است. این استانداردها بر این باورند که فیش‌اسپا عملی غیر بهداشتی است. بنابر ادعای روزنامه وال استریت ژورنال «طبق مقررات نظارت بر لوازم آرایشی تمامی ابزار و تجهیزات پس از هر استفاده باید دور ریخته شود یا بررسی کامل بهداشتی گردد». اما ماهی پوست‌خوار بیش از حد گران است که بتوان به آسانی و با هربار استفاده دور انداخت.
این روش در کبک کانادا و تنها در چند درمانگاه در شهر مونترآل قانونی است.